# Руднаи, Шандор
Шандор (Александр) Руднаи (венг. Rudnay Sándor, словац. Alexander Rudnay; 4 октября 1760 — 13 сентября 1831) — венгерский кардинал словацкого происхождения. Архиепископ Эстергома и примас Венгрии с 17 декабря 1819 года по 13 сентября 1831 года. Кардинал-священник с 2 октября 1826 года. Деятель словацкого национального возрождения. Вошёл в историю как архиепископ, восстановивший главную кафедру Венгрии в Эстергоме и инициировавший строительство Базилики Святого Адальберта.

## Биография
Александр (Шандор) Руднаи родился 4 октября 1760 года в деревне Сент-Керест (венг. Szentkereszt), Королевство Венгрия (современная Поважаны, словац. Považany в Словакии) в семье землевладельца.
Получил образование в гимназии в Нитре и в академии в Трнаве. Продолжил обучение в Университете Буды, где изучал философию и теологию. В 1784 году получил степень доктора по теологии в Пештском Университете. 12 октября 1783 года рукоположен в священники, был приходским священником в нескольких словацких населённых пунктах. В 1806 году стал ректором и профессором теологии в семинарии Эстергома.
8 марта 1816 года Руднаи назначен епископом Трансильвании, Эрделя, Зибенбюргена; современная епархия Альба-Юлии (Трансильвания, Румыния). Хиротония состоялась 21 апреля 1816 года. 17 декабря 1819 года Руднаи был избран папой на пост эстергомского архиепископа и примаса Венгрии, самый высокий пост в венгерской церковной иерархии.
Венгерский город Эстергом исторически с момента прихода венгров на Дунай был религиозным и духовным центром Венгрии. В Эстергоме короновался первый христианский король Венгрии Иштван Святой, здесь же им была возведена первая христианская церковь. В 1543 году во время турецкого нашествия Эстергом был захвачен, а кафедральный собор почти полностью разрушен. Эстергомские архиепископы вынуждены были перенести свою резиденцию в Трнаву (венг. Надьсомбат, Nagyszombat; совр. Словакия). Несмотря на то, что большая часть Венгрии была освобождена от турок ещё в конце XVII века после Битвы при Вене, кафедра примаса оставалась в Трнаве вплоть до 1820 года.
После своего назначения Руднаи с полного одобрения императора Франца II принял решение о переносе архиепископской кафедры назад в Эстергом. Руднаи стал инициатором строительства на месте разрушенного турками собора грандиозной базилики, которая должна была вернуть Эстергому статус религиозной столицы Венгрии. Первоначальный проект базилики создал архитектор Пал Кюнель, а строительные работы возглавил Янош Пакх. Первый камень будущего главного собора страны был заложен в 1822 году.
В 1826 году Руднаи стал кардиналом in pectore, то есть его избрание оставалось в тайне. 15 декабря 1828 года избрание Руднаи кардиналом было открыто.
Руднаи не дожил до окончания строительства своего главного детища, эстергомского собора. Он скончался 13 сентября 1831 года, а освящена Базилика Святого Адальберта была только в 1856 году. После возведения собора Руднаи был перезахоронен в его крипте.
За время своего нахождения на посту архиепископа Руднаи проявил себя как защитник словацкой культуры и церковной жизни, в частности он выступал за то, чтобы в словацкие приходы назначались священниками только этнические словаки. Поддерживал как своим авторитетом, так и финансово, словацкие культурные мероприятия. Ему принадлежит фраза «Я словак, и если бы я стал Папой, я остался бы словаком».